# Rämsäsaari
Rämsäsaari är en halvö i Finland. Den ligger i sjön Santaranjärvi och i kommunen Sankt Michel i den ekonomiska regionen  S:t Michel och landskapet Södra Savolax, i den södra delen av landet, 210 km nordost om huvudstaden Helsingfors.